# サリー・クラムディアック
サリー・クラムディアック（Sally Krumdiack、1982年11月17日 - ）は、アメリカ合衆国の女性総合格闘家。ワシントン州シアトル出身。チャーリーズ・コンバット・クラブ所属。現Legends MMAおよびFCF女子125lbs王者。

## 来歴
2006年10月6日、プロデビュー。
2007年11月3日、Fatal Femmes Fighting 3でアリソン・ダックワースと対戦し、3-0の判定勝ち。
2008年4月3日、Fatal Femmes Fighting 4でジェイミー・リンと対戦し、3-0の判定勝ち。
2008年6月28日、Legends MMA女子125lbsタイトルマッチでヴァレリー・クールボーと対戦し、腕ひしぎ十字固めで一本勝ちを収め王座を獲得した。
2009年3月28日、Extreme Challengeでタラ・ラローサと対戦し、チキンウィングアームロックで一本負け。
2009年10月24日、FCF女子125lbsタイトルマッチでニックダリ"ザ・ナイトクイーン"キャラノックと対戦し、3-0の判定勝ちで王座を獲得した。
2009年12月11日、JEWELS初参戦となったJEWELS 6th RINGのメインイベントでJEWELSのエース石岡沙織と対戦し、腕ひしぎ十字固めで一本負け。ギブアップの意思を確認したレフェリーが確認ミスをしたとして抗議するも裁定は覆らなかった。また、この試合は52.5kg契約であったが、来日時に56.5kgあり、3.5kg減量したものの0.5kgオーバーとなり、イエローカードが提示された上で試合が開始された。
2010年6月5日、Legends MMA女子125lbsタイトルマッチで石岡の同門である北村ヒロコと対戦し、グラウンドでの肘打ち連打によりタオルが投入されTKO勝ち。2度目の王座防衛に成功した。

## 戦績

### 総合格闘技
| 総合格闘技 戦績 | 総合格闘技 戦績 | 総合格闘技 戦績 | 総合格闘技 戦績 | 総合格闘技 戦績 | 総合格闘技 戦績 | 総合格闘技 戦績 |
| --------------- | --------------- | --------------- | --------------- | --------------- | --------------- | --------------- |
| 11 試合         | (T)KO           | 一本            | 判定            | その他          | 引き分け        | 無効試合        |
| 8 勝            | 2               | 2               | 4               | 0               | 0               | 0               |
| 3 敗            | 0               | 3               | 0               | 0               | 0               | 0               |

| 勝敗 | 対戦相手                                   | 試合結果                                        | 大会名                                                                    | 開催年月日     |
| ○    | 北村ヒロコ                                 | 1R 3:43 TKO（タオル投入：グラウンドでの肘打ち） | Legends MMA: Lightning at Legends 【Legends MMA女子125lbsタイトルマッチ】 | 2010年6月5日   |
| ×    | 石岡沙織                                   | 1R 2:45 腕ひしぎ十字固め                        | JEWELS 6th RING                                                           | 2009年12月11日 |
| ○    | ニックダリ"ザ・ナイトクイーン"キャラノック | 5分3R終了 判定3-0                               | Freestyle Cage Fighting 36 【FCF女子125lbsタイトルマッチ】                | 2009年10月24日 |
| ○    | ブランディー・ナーニー                     | 5分3R終了 判定3-0                               | Legends MMA: Lightning at Legends 【Legends MMA女子125lbsタイトルマッチ】 | 2009年6月6日   |
| ×    | タラ・ラローサ                             | 3R 1:45 チキンウィングアームロック              | Extreme Challenge: Mayhem at the Marina                                   | 2009年3月28日  |
| ○    | ヴァレリー・クールボー                     | 1R 腕ひしぎ十字固め                             | Legends MMA: Lightning at Legends 【Legends MMA女子125lbsタイトルマッチ】 | 2008年6月28日  |
| ○    | ジェイミー・リン                           | 3分3R終了 判定3-0                               | Fatal Femmes Fighting 4: Call of the Wild                                 | 2008年4月3日   |
| ○    | ウェンディー・ロイ                         | 2R 2:27 V1アームロック                          | All Martial Arts 2                                                        | 2008年3月15日  |
| ○    | アリソン・ダックワース                     | 3分3R終了 判定3-0                               | Fatal Femmes Fighting 3: War of the Roses                                 | 2007年11月3日  |
| ×    | ジェシカ・ペネ                             | 1R 4:20 肩固め                                  | HOOKnSHOOT: The Women Return                                              | 2006年11月18日 |
| ○    | ブリタニー・プーレン                       | 2R 0:06 TKO（パンチ）                           | Extreme Wars 5: Battlegrounds                                             | 2006年10月6日  |

### キックボクシング
| 勝敗 | 対戦相手           | 試合結果 | 大会名                        | 開催年月日    |
| ×    | ミリアム・ナカモト | 判定0-3  | Xtreme Fighting Association 2 | 2008年5月31日 |

## 獲得タイトル
- Legends MMA女子125lbs王座（防衛2回）
- FCF女子125lbs王座（防衛0回）